# Кадриль
Кадри́ль (фр. quadrille от исп. cuadrilla — буквально «группа из четырёх человек») — народный и бальный парный танец французского происхождения. Танец является разновидностью контрданса; возник в конце XVIII века и был весьма популярен до конца XIX века в Европе и России. Музыкальный размер 2/4, обычно перемежающийся размерами 3/8 и 6/8. Темп живой.
Самобытностью отличается русская кадриль, имеющая многообразные местные варианты: московская, калининская, волжская, уральская и другие, известны старинные кадрили Ярославской области. Одна из разновидностей кадрили — народные танцы шестёра, восьмёра, четвёра, распространённые на Урале и в северных областях России.

## Бальный танец
Исполняется двумя или четырьмя парами, расположенными в углах прямоугольника (фр. quadrille), друг против друга. Своё название получил из-за квадратного построения танцующих пар. Кадриль развилась из сельского танца и сначала содержала пять фигур со следующими французскими названиями:
- Le Pantalon (Штаны; название популярной французской песенки)
- L'été (Лето);
- La Poule (Курица);
- La Pastourelle (Пастораль), La Trénis, La Paris и др. — одна на выбор, по желанию распорядителя бала
- Finale (Финал).

Фигура Le Pantalon появилась в 1786 году благодаря танцмейстеру Венсану, сочинившему контрданс с таким названием. Его начальная фигура закрепилась в качестве начала французской кадрили, в то время как остальные фигуры были постепенно изменены. 
Фигура L'été, закрепившаяся второй, также была сочинена Венсаном примерно в то же время. 
Авторство третьей фигуры, La Poule, появившейся в 1800 году, приписывается Жюльену. Своим названием она обязана мелодии, в которой имитируется куриное кудахтанье.
Фигура La Pastourelle появилась в 1812 году — мелодия песенки Gentille Pastourelle была аранжирована Колине и пришлась по вкусу парижанам. Исполнялась либо 4-й, либо 5-й фигурой — в последнем случае в финале фигуры делались шассе-круазе и повторение рондо. 
Фигура La Trénis названа в честь танцовщика Трэница, отличавшегося своей элегантностью в танце. Жюльен сочинил для этой фигуры соло (фр. air à pas seul), которое позволило бы блеснуть танцору или танцовщице дня. Исполнялась либо 4-й, либо 5-й фигурой. 
Последняя фигура, «финал», заканчивалась галопом в свободной форме (ad libitum). 
В кадрили часто используются известные мелодии на 2/4 или 6/8; нередко они заимствованы из опер или оперетт, к примеру из оперетты Иоганна Штрауса «Летучая мышь».
Под разными названиями существует в народном сельском и городском быту русских, украинцев, белорусов, латышей, литовцев, эстонцев и других народов.

## Русская кадриль
Кадриль — наиболее молодой вид русского танца, основой которому послужила классическая французская кадриль.
Она встречается на всей территории России, за исключением некоторых мест русско-украинского пограничья. Танец появился в России в начале XVIII века, в эпоху преобразований Петра I. После указа о введении ассамблей (1718) бальнaя кадриль постепенно была подхвачена и недворянским сословием. Знакомство с кадрилью происходило на основе рассказа крепостных слуг и различных служащих людей, которые, увидев исполнение танца аристократами, повторяли запомнившиеся им фигуры, переделывая их на свой лад. Жители различных российских сёл и городов знакомились с кадрилью на торговых ярмарках, танец быстро стал популярен.
Войдя в народный быт, кадриль сильно видоизменилась, многие движения создавались заново. Мелодия и манера исполнения приобрели национальный колорит. Появилось множество вариантов танца: четвёра, шестёра, семёра, восьмёра, кадрель, ланце и т. д.
Из огромного множества кадрилей по форме композиционного построения можно выделить три группы: квадратные (угловые), линейные (двухрядные) и круговые. Эти формы построения не всегда выдерживаются от первой фигуры до последней: обычно смешиваются линейные и круговые или угловые и круговые кадрили, при этом смешение происходит чаще всего внутри определённой фигуры. В ряде кадрилей встречаются фигуры с другими формами построения.
Русская кадриль как по манере исполнения, так и по своим фигурам значительно отличается от своего первоисточника — бальной кадрили. В русской кадрили от 3 до 14 фигур. Название одних из них чётко соответствует содержанию («знакомство», «девки нарасхват», «петухи»), названия других происходят от места бытования кадрили («клинская», «шуйская», «похвистневская», «давыдковская»). Появились и фигуры, заимствованные из пляски и перепляса («перепляс», «барыня», «камаринская», «топотуха с переплясом»), а также из других бальных танцев («вальс» и «полька»). Разнообразный рисунок русской кадрили состоит из таких элементов, как «корзиночка», «воротца», «звёздочка», «гребёнка», «круг».
Как и в бальной кадрили, в русской кадрили большинство фигур заканчивается кружением в парах и поклоном исполнителей, каждая фигура отделяется от последующей паузой (объявлением названия следующей фигуры, притопом или хлопком).